# Ламентация
Ламентация (от лат. lamentatio — плач, стенание) — приём ораторского искусства, возникший в античной риторике, также (в музыковедении) музыкальный жанр.

## Ламентация в риторике и литературе
В политической борьбе конца V в. до н. э. в Греции и в Древнем Риме в I веке до н. э судебно-политическое красноречие принимает страстный и патетический характер. Ораторы пытались вызвать у судей и публики сострадание к обвиняемому, а для этого должны были сами проникнуться скорбью вплоть до рыданий в просьбах пощадить обвиняемого. Этот особо эмоциональный момент речи, ламентация, был приурочен к её завершению, эпилогу, и часто при этом оратор (как поступал, например, римский оратор Цицерон) устраивал целую сцену: со слезами мог взять на руки маленьких детей обвиняемого, чтобы их несчастным видом растрогать судей.
В западных языках[каких?] термины, произошедшие от того же латинского корня, обычно обозначают литературный жанр, подобный древнерусскому «плач». В современном русском литературном языке слово «ламентация», не обозначая никакого определённого риторического приема, употребляется нередко в ироническом смысле вместо выражения жалобы или сетования. В таком же смысле ламентация может применяться и в немецком языке.

## Ламентации в музыке
Термином «ламентации» (во множественном числе) называют композиторские обработки Плача Иеремии в музыке XVI—XXI веков.